# Phalonidia brilhanteana
Phalonidia brilhanteana es una especie de polilla del género Phalonidia, categorizada en la tribu Cochylini, de la subfamilia Tortricinae.
Fue descrita por Razowski & Becker en 1983 y publicada en Acta zool. cracov. 26: 429. Se distribuye por América del Sur: Brasil, en el municipio de Rio Brilhante, Mato Grosso del Sur.